# Lazarus Fletcher
Sir Lazarus Fletcher  (* 9. März 1854 in Salford; † 6. Januar 1921 in Grange-over-Sands) war ein britischer Mineraloge und Kristallograph.
Fletcher stammte aus bescheidenen Verhältnissen und brillierte schon als Schüler auf der Manchester Grammar School und danach als Student am Balliol College der Universität Oxford, wo er unter anderem Mathematik und Physik studierte. Ab 1875 war er Demonstrator in Physik am Clarendon Laboratory in Oxford und ab 1877 Lecturer. Durch das Studium von Groths Lehrbuch der Kristallographie wandte er sich der Mineralogie zu und wurde 1878 Assistent der Mineralogischen Sammlung (damals noch unter Maskelyne) des Britischen Museums, die unter Fletchers Leitung 1881 an ihren heutigen Ort im Natural History Museum in South Kensington umzog. Von 1880 bis 1919  war er Chef-Kustode der Mineralogischen Sammlung. 1909 bis 1919 war er Direktor des Natural History Museum. 
1889 wurde er Fellow der Royal Society, 1916 wurde er als Knight Bachelor geadelt und 1912 erhielt er die Wollaston-Medaille. 1885 bis 1889 war er Präsident und danach Generalsekretär der Mineralogical Society. 1910 bis 1912 war er Vizepräsident der Royal Society, 1890 bis 1892 Vizepräsident der Geological Society of London und 1895 bis 1897 Vizepräsident der Physical Society.
Anlässlich der Dreihundertjahrfeier der King James Bibel 1911 steuerte er einen Abschnitt Biblische Mineralien im Ausstellungskatalog des Natural History Museum bei.
Er war Ehrendoktor der Universität Berlin und der Universität St. Andrews, Mitglied der Bayerischen und (ab 1901) der Göttinger Akademie der Wissenschaften und der New York Academy of Sciences.
Er war zweimal verheiratet und hatte eine Tochter. Zuletzt lebte er in Ravenstonedale, wo er begraben liegt.

## Schriften
- Guide to the study of meteorites, 1881 (Natural History Museum)
- Guide to the study of minerals, 1884 (Natural History Museum)
- Introduction to the study of rocks, 1895 (Natural History Museum)
- The optical indicatrix and the transmission of light in crystals, 1891